# Hein (interjection)
Pour les articles homonymes, voir Hein.
Hein est un mot utilisé, sous des formes légèrement différentes, dans plusieurs langues et ayant les caractéristiques suivantes : « monosyllabique, à l'intonation interrogative, [...] se prononçant dans la plupart des cas avec un coup de glotte », et dont la fonction est similaire dans l'ensemble des langues.

## Étude
Le mot « hein » est important dans le discours en ce qu'il favorise la communication en signalant, notamment, les éventuels problèmes d'écoute ou de compréhension. Selon une étude publiée le 8 novembre 2013 par l'institut Max-Planck de psycholinguistique de Nimègue, le « hein » serait une exception en ce qu'il se rapproche d'un mot universel que l'on apprend et qui n'est pas inné,.
Dans un premier temps l'étude, menée en anglais, souligne que « huh » (équivalent anglophone de « hein ») peut-être considéré comme un mot et qu'il répond donc aux caractéristiques principales que sont l'intégration (dans un système linguistique) et la conventionnalisation (apprentissage, par opposition à l'inné).
En effet, bien qu'en anglais il soit considéré comme un outil non lexical, l'analyse phonétique menée montre une adaptation du mot au système phonétique de chaque langue dans laquelle il est utilisé. La voyelle utilisée semble ainsi adapter au langage dans lequel le mot est utilisé (citant par exemple le son [e] en espagnol et le [a] en cha'palaa). Les consonnes présentes sont également adaptées à l'inventaire consonantique de la langue. De plus l'étude souligne que le mot est utilisé de manière similaire à d'autres mots afin de marquer un problème dans l'écoute ou la compréhension d'une communication, par exemple « comment ? », « pardon ? » ou « what ? ».
Le second point souligne que les locuteurs natifs d'une langue, mais également ceux apprenant la langue plus tardivement, doivent apprendre le mot : celui-ci étant prononcé de manière différente dans chacune : d'un [e] montant à un simple [a] en passant par le [h] néerlandais. Pour les personnes apprenant la langue tardivement, le mot doit également être appris.
Dans un second temps, l'étude se concentre sur l'universalité supposée du mot. L'étude pointe sur la faiblesse des variations et la similarité des voyelles et consonnes utilisées.

## Origine: une possible convergence évolutive
L'étude menée par l'institut Max-Planck estime que le mot ne peut être inné du fait des considérations ci-dessus et des éléments suivants : alors que le rire ou les pleurs existent chez d'autres mammifères, un équivalent du mot « hein » n'a pas été signalé, il ne constitue pas une réponse involontaire à un stimulus (à l'inverse de l'éternuement), il est appris (l'étude analyse l'amélioration de l'usage du mot chez des enfants de l'âge de deux ans et demi et de cinq ans), et le principe de parcimonie.
Les membres de l'étude estiment dès lors que le mot « hein » et ses équivalents sont une convergence évolutive culturelle, similaire à la convergence évolutive en biologie (les dauphins, qui sont des mammifères, et les requins, qui sont des poissons, ont une apparence semblable). Cette évolution linguistique serait due à « des environnements conversationnels fortement similaires »,,.

## Occurrences
Les différentes versions du mot sont :
- allemand : « hä », [hɛ̃] (ascendant)
- anglais : « huh », [hã] ou [hʌ̃] ou encore [hə̃] (ascendant)
- anglais (Canada) : « eh? », [ˈeɪ] ou [ɛ]
- cha'palaa : [ʔa:] (descendant)
- chintang : [hã] (ascendant)
- coréen : « 어 », [e] (ascendant)
- créole de Bequia : [ha:] (ascendant)
- duna : [ɛ̃:] (ascendant)
- espagnol : « eh », [e] (ascendant)
- français : « hein », [ɛ̃] (ascendant)
- herero : [e] (ascendant)
- hongrois : [hm] ou [ha] (ascendant)
- islandais : « ha », [ha] (descendant)
- italien : [ɛ:] (ascendant)
- japonais : « え », [e] (ascendant)
- kikongo : [e] (ascendant)
- kri : [ha:] (ascendant)
- lahu : [hãi] (descendant)
- lao : [hã:] (ascendant)
- mandarin : « 嘿 » [ã:] (ascendant)
- murrinh-patha : [a:] (ascendant)
- néerlandais : [hɜ] (ascendant)
- norvégien : [hæ] (ascendant)
- russe : « а » [a:] (ascendant)
- siwu : [ã:] (ascendant)
- tai/lue : [hy˘] ou [há] (ascendant)
- tzeltal : [hai] (ascendant)
- tzotzil : [e] (ascendant)
- yélî dnye : [ɛ̃] (ascendant)
- yurakaré : [æ] (acendant)
- zapotec : [aj] (ascendant)
- ‡âkhoe haiǁom : [hε] (ascendant)

## Sources